# 1862 v športu
1862 v športu.

## Bejzbol
- Število klubov v NABBP upade iz 55 na 33, izven ožjega New Yorka tekme igra le Victory club of Troy

## Golf
- Odprto prvenstvo Anglije - zmagovalec Tom Morris starejši

## Smučarski skoki
- Prva smučarska tekma v Trysilu, Norveška

## Veslanje
- Regata Oxford-Cambridge - zmagovalec Oxford

## Smrti
- 18. oktober - Jim Creighton, ameriški igralec bejzbola